# Freibergite
La freibergite est une espèce minérale, sulfosel complexe contenant du cuivre, de l'argent, du fer, de l'antimoine et de l'arsenic, de formule (Ag,Cu,Fe)12(Sb,As)4S13 avec des traces de Zn ; Hg ; Bi. Elle est restée longtemps au rang de variété de tétraédrite avant d’obtenir le statut d’espèce approuvée par l’International Mineralogical Association. Elle forme une série avec l’argentotennantite d’une part et la tétraédrite d’autre part. Elle peut contenir jusqu’à 18 % d’argent (BRGM).

## Inventeur et étymologie
Décrite pour la première fois en 1853 par G. A. Kenngott, le nom est inspiré du topotype.

## Topotype
Mines d’argent (Reiche Zeche Mine, Himmelfahrt Mine) de Freiberg en Saxe (Allemagne).

## Cristallographie
- Paramètres de la maille conventionnelle : a = 10,47 Å ; Z = 2 ; V = 1 147,73 Å3
- Densité calculée = 5,58

## Gîtologie
La freibergite est un minéral primaire accessoire des gîtes hydrothermaux.

## Gisements remarquables
En France
- Irazein, Ariège, Midi-Pyrénées[3]
- Pontgibaud, Puy-de-Dôme, Auvergne[3]
- Mine de Marsanges, Marsanges, Langeac, Haute-Loire[4]

Dans le monde
- Le district minier de Freiberg en Saxe (Allemagne)

- District minier de Baia Mare (Roumanie)

- Praz-Jean, Valais (Suisse)

## Synonymie
Il existe plusieurs synonymes pour ce minéral :
- alphtonite (Svanberg, 1848)[6]
- leukargyrite (Weisbach, 1875)[7]
- polytélite (Ernst Friedrich Glocker)[8]
- spaniolite (Franz Ritter von Kobell)[9]

## Utilité
Minerai d'argent.